# 5-я гвардейская истребительная авиационная дивизия
5-я гварде́йская истреби́тельная авиацио́нная Валдайская Краснознамённая ордена Кутузова диви́зия (5-я гв. иад) — соединение Военно-Воздушных сил (ВВС) Вооружённых Сил РККА, принимавшее участие в боевых действиях Великой Отечественной войны.

## История наименований
- 6-я ударная авиационная группа;
- 239-я истребительная авиационная дивизия;
- 5-я гвардейская истребительная авиационная дивизия;
- 5-я гвардейская истребительная авиационная Валдайская дивизия;
- 5-я гвардейская истребительная авиационная  Валдайская Краснознаменная ивизия;
- 5-я гвардейская истребительная авиационная Валдайская Краснознаменная ордена Кутузова дивизия;
- 5-я гвардейская истребительная авиационная Валдайская Краснознаменная ордена Кутузова дивизия ПВО;
- 151-я гвардейская истребительная авиационная Валдайская Краснознаменная ордена Кутузова дивизия ПВО;
- Войсковая часть (Полевая почта) 06826.

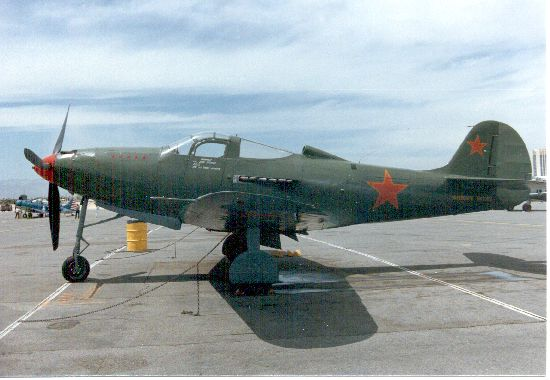
P-39 Аэрокобра

## Создание дивизии
5-я гвардейская истребительная авиационная дивизия создана 18 марта 1943 года переименованием за образцовое выполнение заданий командования в боях с немецкими захватчиками и проявленные при этом мужество и героизм 239-й истребительной авиационной дивизии на основании Приказа НКО СССР

## Переименование дивизии
- 5-я гвардейская истребительная авиационная Валдайская Краснознаменная ордена Кутузова дивизия в мае 1948 года передана в состав войск ПВО и переименована в 5-ю гвардейскую истребительную авиационную Валдайскую Краснознаменную ордена Кутузова дивизию ПВО;
- 5-я гвардейская истребительная авиационная Валдайская Краснознаменная ордена Кутузова дивизия ПВО 20 февраля 1949 года переименована в 151-ю гвардейскую истребительную авиационную Валдайскую Краснознаменную ордена Кутузова дивизию ПВО[2]

## В действующей армии
В составе действующей армии:
- с 14 июня 1942 года по 18 марта 1943 года (как 239-я истребительная авиационная дивизия)[3], всего — 277 дней
- с 18 марта 1943 года по 12 января 1944 года[3], всего 300 дней
- с 3 июня 1944 года по 9 мая 1945 года[3], всего 340 дней

Итого: 917 дней

## Расформирование дивизии
- 151-я гвардейская Валдайская Краснознаменная ордена Кутузова истребительная авиационная дивизия расформирована в 52-й ВИА МО ПВО в г. Клин Московской обл. в мае 1958 г.

## Командиры дивизии
| Звание                           | Ф. И. О.                     | Период                  |
| -------------------------------- | ---------------------------- | ----------------------- |
| Полковник                        | Иванов Георгий Александрович | 18.03.1943 — 15.01.1944 |
| Герой Советского Союза Полковник | Рыкачев Юрий Борисович       | 15.02.1944 — 12.1947    |
| Герой Советского Союза Полковник | Зотов Матвей Иванович        | 12.1947— 20.02.1949     |
| Герой Советского Союза Полковник | Козлов Николай Александрович | 02.1950 — 09.1952       |

## В составе объединений
| Дата          | Фронт (округ)                                     | Армия                                   | Корпус                                     |
| ------------- | ------------------------------------------------- | --------------------------------------- | ------------------------------------------ |
| 18.03.1943 г. | Северо-Западный фронт                             | 6-я воздушная армия                     |                                            |
| 20.11.1943 г. | 2-й Прибалтийский фронт                           | 15-я воздушная армия                    |                                            |
| 12.01.1944 г. | Резерв Верховного Главнокомандования              | 6-я воздушная армия                     | 11-й истребительный авиационный корпус     |
| 26.02.1944 г. | Резерв Верховного Главнокомандования              | 14-я воздушная армия                    | 11-й истребительный авиационный корпус     |
| 24.04.1944 г. | Резерв Верховного Главнокомандования              |                                         | 11-й истребительный авиационный корпус     |
| 05.06.1944 г. | 1-й Прибалтийский фронт                           | 3-я воздушная армия                     | 11-й истребительный авиационный корпус     |
| 24.02.1945 г. | Земландская группа войск 3-го Белорусского Фронта | 3-я воздушная армия                     | 11-й истребительный авиационный корпус     |
| 03.04.1945 г. | 3-й Белорусский фронт                             | 3-я воздушная армия                     | 11-й истребительный авиационный корпус     |
| 07.05.1945 г. | Ленинградский фронт                               | 3-я воздушная армия                     | 11-й истребительный авиационный корпус     |
| 09.05.1945 г. | Ленинградский фронт                               | 15-я воздушная армия                    | 11-й истребительный авиационный корпус     |
| 09.07.1945 г. | Прибалтийский военный округ                       | 15-я воздушная армия                    | 11-й истребительный авиационный корпус     |
| 01.09.1948 г. | Московский район ПВО                              | 19-я воздушная истребительная армия ПВО | 33-й истребительный авиационный корпус ПВО |
| 20.02.1949 г. | Московский район ПВО                              | 78-я воздушная истребительная армия ПВО | 33-й истребительный авиационный корпус ПВО |
| 01.10.1949 г. | Московский район ПВО                              | 64-я воздушная истребительная армия ПВО | 88-й истребительный авиационный корпус ПВО |
| 22.06.1950 г. |                                                   |                                         | Оперативная группа ВВС в КНР               |
| 01.11.1950 г. |                                                   |                                         | 64-й истребительный авиационный корпус     |
| 01.10.1951 г. | Московский район ПВО                              | 64-я воздушная истребительная армия ПВО | 88-й истребительный авиационный корпус ПВО |
| 01.02.1952 г. | Московский район ПВО                              | 52-я воздушная истребительная армия ПВО | 88-й истребительный авиационный корпус ПВО |
| 01.09.1952 г. | Московский район ПВО                              | 52-я воздушная истребительная армия ПВО | 56-й истребительный авиационный корпус ПВО |
| 14.06.1954 г. | Центральный округ ПВО                             | 52-я воздушная истребительная армия ПВО | 56-й истребительный авиационный корпус ПВО |
| 20.08.1954 г. | Московский округ ПВО                              | 52-я воздушная истребительная армия ПВО |                                            |

## Части и отдельные подразделения дивизии
| Период                  | Наименование                                      |
| ----------------------- | ------------------------------------------------- |
| 18.03.1943 — 01.09.1956 | 28-й гвардейский истребительный авиационный полк  |
| 18.03.1943 — 01.06.1943 | 67-й гвардейский истребительный авиационный полк  |
| 18.03.1943 — 01.03.1947 | 68-й гвардейский истребительный авиационный полк  |
| 18.03.1943 — 01.08.1956 | 72-й гвардейский истребительный авиационный полк  |
| 19.01.1946 — 1950       | 57-й гвардейский истребительный авиационный полк  |
| 01.07.1950 - 01.10.1950 | 139-й гвардейский истребительный авиационный полк |
| 1951 - 1958             | 287-й истребительный авиационный полк             |

## Участие в операциях и битвах

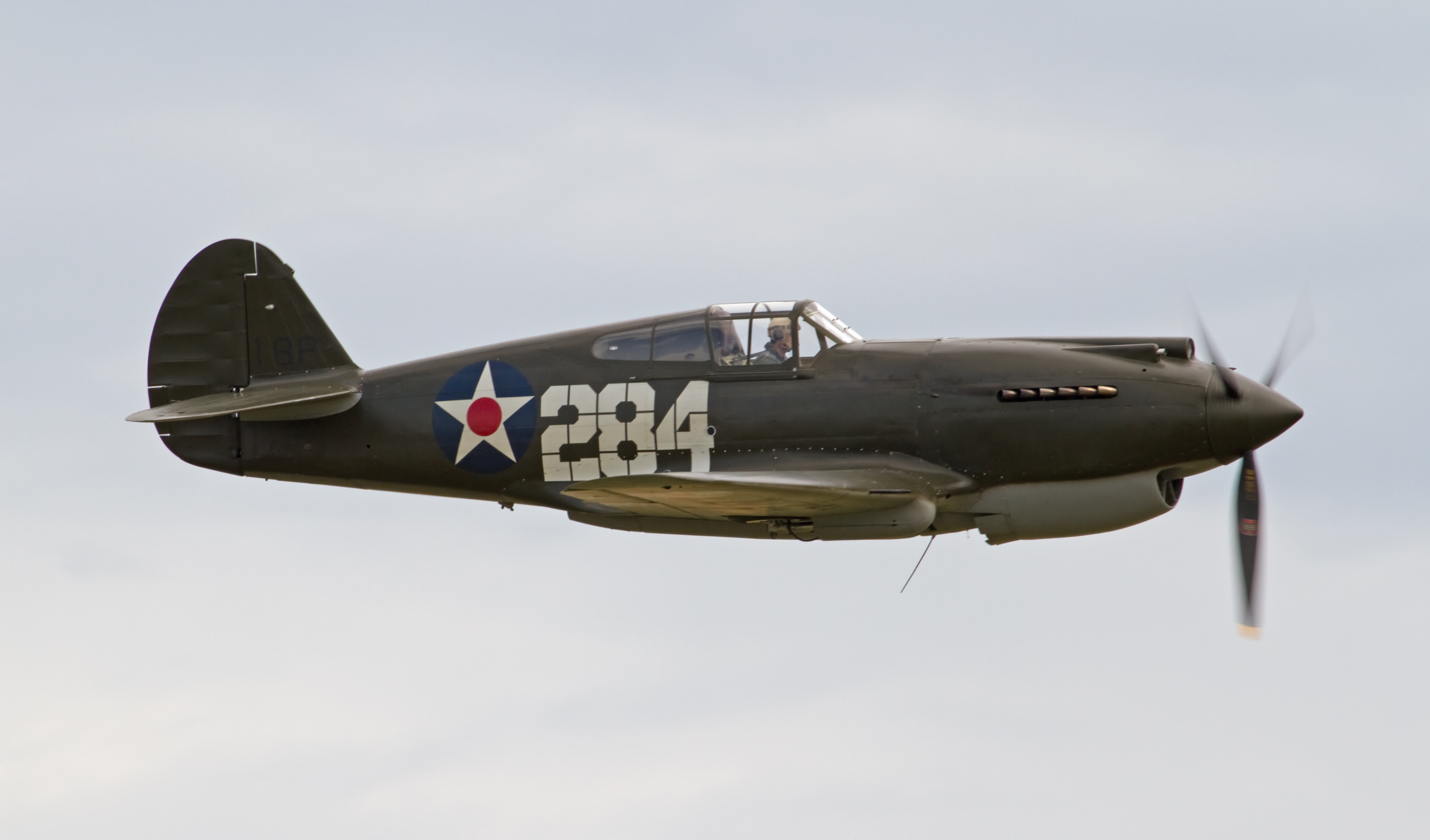
Киттихаук P-40B 68-го гв. иап

- Невельская операция — с 6 октября 1943 года по 10 октября 1943 года.
- Белорусская операция «Багратион»[7]— с 23 июня 1944 года по 29 августа 1944 года.
- Витебско-Оршанская операция — с 23 июня 1944 года по 28 июня 1944 года.
- Полоцкая операция — с 29 июня 1944 года по 4 июля 1944 года.
- Рижская операция — с 14 сентября 1944 года по 22 октября 1944 года.
- Мемельская операция — с 5 октября 1944 года по 22 октября 1944 года.
- Восточно-Прусская операция[7] — с 13 января 1945 года по 25 апреля 1945 года.
- Кенигсбергская операция[7] — с 6 апреля 1945 года по 9 апреля 1945 года.
- Земландская операция[7] — с 13 апреля 1945 года по 25 апреля 1945 года.

## Почётные наименования
- 5-й гвардейской истребительной авиационной дивизии присвоено почетное наименование «Валдайская»[8]
- 28-му гвардейскому истребительному авиационному полку присвоено почётное наименование «Ленинградский»[8]
- 72-му гвардейскому истребительному авиационному полку присвоено почётное наименование «Полоцкий»[9]
- 68-му гвардейскому истребительному авиационному полку присвоено почетное наименование «Клайпедский»[10]

## Награды

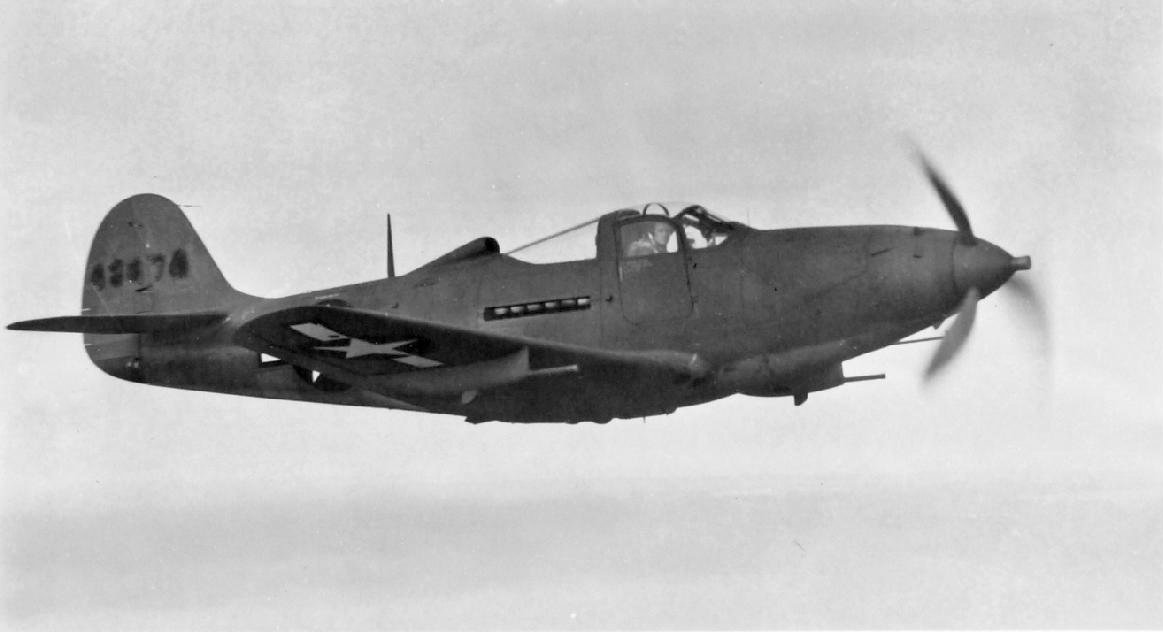
Самолет Р-39 Bell Аэрокобра

- 5-я гвардейская Валдайская истребительная авиационная дивизия Указом Президиума Верховного Совета СССР награждена орденом «Боевого Красного Знамени»
- 5-я гвардейская Валдайская истребительная авиационная дивизия Указом Президиума Верховного Совета СССР награждена орденом «Кутузова»
- 28-й гвардейский Ленинградский истребительный авиационный полк Указом Президиума Верховного Совета СССР от 22 октября 1944 года награждён орденом «Кутузова III степени»
- 68-й гвардейский истребительный авиационный полк Указом Президиума Верховного Совета СССР от 22 октября 1944 года награждён орденом «Кутузова III степени»
- 72-й гвардейский Полоцкий истребительный авиационный полк Указом Президиума Верховного Совета СССР от 5 апреля 1945 года награждён орденом «Суворова III степени»

## Благодарности Верховного Главнокомандующего
- За овладение городом Полоцк[11]
- За прорыв обороны противника северо-западнее и юго-западнее города Шяуляй[12]
- За овладение городом и крепостью Кенигсберг[13]

## Герои Советского Союза
- Смирнов Алексей Семёнович, гвардии майор, командир эскадрильи 28-го гвардейского истребительного авиационного полка 23 февраля 1945 года удостоен звания Дважды Герой Советского Союза. Золотая Звезда № 4182
- Быковец Леонид Александрович, гвардии старший лейтенант, заместитель командира эскадрильи 28-го гвардейского истребительного авиационного полка 5-й гвардейской истребительной авиационной дивизии 11-го истребительного авиационного корпуса 3-й воздушной армии 18 августа 1945 года удостоен звания Герой Советского Союза. Золотая Звезда № 7936
- Едкин Виктор Дмитриевич, гвардии майор, штурман 72-го гвардейского истребительного авиационного полка 5-й гвардейской истребительной авиационной дивизии 11-го истребительного авиационного корпуса 3-й воздушной армии 18 августа 1945 года удостоен звания Герой Советского Союза. Золотая Звезда № 8698
- Зиборов Василий Михайлович, гвардии старший лейтенант, заместитель командира эскадрильи 72-го гвардейского истребительного авиационного полка 5-й гвардейской истребительной авиационной дивизии 11-го истребительного авиационного корпуса 3-й воздушной армии 18 августа 1945 года удостоен звания Герой Советского Союза. Золотая Звезда № 7940
- Кисляков Анатолий Васильевич, гвардии капитан, помощник командира 28-го гвардейского истребительного авиационного полка 5-й гвардейской истребительной авиационной дивизии 11-го истребительного авиационного корпуса 3-й воздушной армии 18 августа 1945 года удостоен звания Герой Советского Союза. Золотая Звезда № 7945
- Колядин Виктор Иванович, гвардии майор, командир эскадрильи 68-го гвардейского истребительного авиационного полка 5-й гвардейской истребительной авиационной дивизии 11-го истребительного авиационного корпуса 3-й воздушной армии 29 июня 1945 года удостоен звания Герой Советского Союза. Золотая Звезда № 6963
- Лагутенко Иван Никитович, гвардии майор, заместитель командира 68-го гвардейского истребительного авиационного полка 5-й гвардейской истребительной авиационной дивизии 11-го истребительного авиационного корпуса 3-й воздушной армии 18 августа 1945 года удостоен звания Герой Советского Союза. Золотая Звезда № 8766
- Лихобабин Иван Дмитриевич, гвардии майор, заместитель командира 72-го гвардейского истребительного авиационного полка 5-й гвардейской истребительной авиационной дивизии 11-го истребительного авиационного корпуса 3-й воздушной армии 26 октября 1944 года удостоен звания Герой Советского Союза. Золотая Звезда № 4168
- Мазурин Фёдор Макарович, гвардии капитан, заместитель командира эскадрильи 28-го гвардейского истребительного авиационного полка 5-й гвардейской истребительной авиационной дивизии 11-го истребительного авиационного корпуса 3-й воздушной армии 18 августа 1945 года удостоен звания Герой Советского Союза. Золотая Звезда № 7953
- Пасько Николай Фёдорович, гвардии старший лейтенант, заместитель командира эскадрильи 28-го гвардейского истребительного авиационного полка 5-й гвардейской истребительной авиационной дивизии 11-го истребительного авиационного корпуса 3-й воздушной армии 18 августа 1945 года удостоен звания Герой Советского Союза. Золотая Звезда № 8892